# Alvin Martin
Alvin Edward Martin (* 29. Juli 1958 in Bootle, Merseyside, England) ist ein ehemaliger englischer Fußballspieler und -trainer. Martin spielte als Innenverteidiger 20 Jahre lang für West Ham United und stand 1986 im WM-Kader Englands.

## Vereinskarriere
Martin spielte während seiner Schulzeit beim FC Everton, als diese ihm aber nach Abschluss seiner Schullaufbahn 1974 nur einen Ausbildungsvertrag als Halbprofi anboten, verließ er Liverpool und kam schließlich in London bei West Ham United unter, die ihm einen Nachwuchsspieler-Profikontrakt („apprentice professional“) anboten. 1975 stand er mit dem Jugendteam von West Ham im Finale um den FA Youth Cup, unterlag dort aber dem Team von Ipswich Town nach Hin- und Rückspiel mit 1:5. Nachdem er 1976 einen Profivertrag für den Herrenbereich erhalten hatte, debütierte er am 18. März 1978 bei einer 1:4-Niederlage gegen Aston Villa. Einen Monat später erzielte er bei seinem Startelfdebüt gegen Leeds United sein erstes Pflichtspieltor und stand auch in den restlichen Spieltagen der Saison 1977/78 in der Stammformation, den Abstieg in die Second Division konnte das Team aber nicht mehr abwenden.
In der folgenden Zweitligasaison 1978/79 verdrängte Alvin Martin Tommy Taylor aus der Stammformation und etablierte sich an der Seite von Billy Bonds in der Innenverteidigung der Hammers. 1980 gewann der kopfballstarke und ballsichere Abwehrspieler mit West Ham als Zweitligist das FA-Cup-Finale vor 100.000 Zuschauern im Londoner Wembley-Stadion gegen den Stadtrivalen FC Arsenal. Im folgenden Jahr gelang als Zweitligameister die Rückkehr in die First Division und nach dem Karriereende von Bonds übernahm Martin 1984 die Kapitänsbinde. Fortan bildete er mit Tony Gale eines der besten Innverteidigerduos in der Geschichte von West Ham United. In der Saison 1985/86 befand sich der Klub lange Zeit im Rennen um die Meisterschaft, musste sich am Ende aber mit Platz 3 hinter Liverpool und Everton begnügen, was aber dennoch das beste Saisonergebnis der Vereinsgeschichte bedeutete. In dieser Spielzeit gelang dem Verteidiger auch das seltene Kunststück, bei seinem Hattrick am 21. April 1986 gegen Newcastle United gegen drei verschiedene Torhüter zu treffen. Nachdem sich der etatmäßige Torhüter Martin Thomas verletzt hatte, traf Martin auch je einmal gegen die Feldspieler Chris Hedworth und Peter Beardsley, die im Laufe der Partie den Platz im Tor übernommen hatten.
In den folgenden Jahren hatte Martin vermehrt mit Verletzungsproblemen zu kämpfen, erst 1988/89, als der Klub erneut auf einem Abstiegsplatz abschloss, konnte er wieder regelmäßiger mitwirken. Beim Versuch umgehend den Wiederaufstieg zu realisieren, gehörte Martin auch 34-jährig noch zur Stammformation, bevor ihn in der Aufstiegssaison 1990/91 im Dezember eine Verletzung der Achillessehne für 16 Monate vom Spielfeld fernhielt. Vom mittlerweile auf den Trainerstuhl gerückten Billy Bonds erhielt Martin bereits die Transferfreigabe, als er im April 1992 in die Mannschaft zurückkehrte und beim vergeblichen Versuch, den direkten Wiederabstieg zu vermeiden, noch sieben Einsätze absolvierte. Aufgrund seiner Leistungen in diesen Spielen erhielt er einen neuen Ein-Jahres-Vertrag. Trotz weiterer Verletzungsprobleme, die zu mehrmonatigen Zwangspausen führten, setzte er seine Laufbahn bei West Ham noch bis 1996 fort. Am 5. Mai 1996 spielte Martin am letzten Spieltag der Premier-League-Saison 1995/96 letztmals für West Ham United, insgesamt hatte er in exakt 600 Pflichtspielen 34 Tore für die Hammers erzielt.
Er setzte seine Laufbahn im Anschluss kurzzeitig beim Londoner Viertligisten Leyton Orient fort und gehörte dort unter Pat Holland in der Frühphase der Saison 1996/97 als Mannschaftskapitän zu den Stammkräften. Nach dessen Entlassung spielte er unter Nachfolger Tommy Taylor, auch wegen anhaltender Verletzungsprobleme, keine Rolle mehr in den weiteren Planungen und beendete schließlich 1997 seine Karriere.

## Nationalmannschaft
Martin gab 1981 unter dem früheren West-Ham-Trainer Ron Greenwood 22-jährig in einem Freundschaftsspiel gegen Brasilien sein Debüt in der englischen Nationalelf. 1982 verpasste er die Weltmeisterschaftsteilnahme aufgrund einer Verletzung, unter Greenwoods Nachfolger Bobby Robson gehörte er in den folgenden Spielzeiten meist zum Aufgebot und nahm mit der englischen Auswahl an der Weltmeisterschaft 1986 in Mexiko teil. Nachdem er in der Gruppenphase nicht zum Einsatz gekommen war, rückte er beim 3:0-Achtelfinalerfolg gegen Paraguay in die Startaufstellung. Im Viertelfinale gegen die Argentinier um Superstar Diego Maradona setzte Robson wieder auf Terry Fenwick in der Verteidigung. Maradona war es dann auch, der zuerst mit der „Hand Gottes“ die 1:0-Führung besorgte und kurze Zeit später mit seinem Sololauf von der Mittellinie die komplette englische Defensive narrte und zum vorentscheidenden 2:0 traf. 
Martins Länderspielkarriere endete drei Monate nach der WM mit einem Freundschaftsspiel gegen Schweden. Andauernde Verletzungsprobleme, die auch bei West Ham für limitierte Einsatzzeiten sorgten, verhinderten nach 17 Länderspielen weitere Nominierungen.

## Trainerlaufbahn und weitere Tätigkeiten
Nach dem Ende seiner Spielerlaufbahn übernahm Martin im Sommer 1997 den in die Drittklassigkeit abgestiegenen Klub Southend United, war in den folgenden beiden Jahre aber nicht in der Lage, den Niedergang zu stoppen. Nach dem Abstieg in die Viertklassigkeit im Jahre 1998, gab Martin schließlich im Frühjahr 1999 den Trainerposten ab, als sich Southend auch in der vierten Liga in Abstiegsnot befand. 
Martin widmete sich anschließend gemeinsam mit seiner Frau dem Betrieb eines Büromöbelgeschäftes und kommentiert seither in verschiedenen Radio- und Fernsehsendungen als Experte das Fußballgeschehen. Seine beiden Söhne Joe und David Martin sind ebenfalls Profifußballer.

## Erfolge
- Englischer Pokalsieger: 1979/80
- Meister Second Division: 1980/81